# 邓学平
邓学平（1982年—）是一名中国律师，毕业于上海财经大学，曾任职检察官七年，后辞职以律师身份工作。现任上海财经大学和上海政法学院兼职硕士生导师，华东师范大学法律教育与法律职业研究院研究员，担任中国法学会案例法学研究会理事、上海市法学会消费者权益保护研究会理事。曾代理公安部挂牌督办、国际刑警组织红色通缉令海外引渡等影响较大案件，也是张扣扣案、雷洋案、连云港“药神”案、渭南继母虐童案的代理律师。著有《法影下的中国》，《给正义一点时间》，同时是《精英的浮沉——中国企业家犯罪报告》一书的主要作者。

## 生平
邓学平出生于湖北十堰的农村，13岁时离开家乡到郧西县第二中学上初中。后进入郧阳中学。2001年，进入上海财经大学，主修法律。后来在上海财经大学获得经济法硕士学位。2007年，在苏州一检察院开始其检察官工作。2014年6月，辞去苏州市某区检察院公诉处副处长的职务，进入京衡律师集团上海事务所，成为律师。2021年10月，创立上海权典律师事务所并担任律所主任。 

## 荣誉
2017年，新浪司法频道2017年度“十大优秀法律人”。
2018年，正义网“年度影响力博主”。
2018年，新浪微博2018年度“法治中国影响力人物”。

## 作品
- 《法影下的中国》，中国民主法制出版社，2018年1月 ，ISBN 9787516216712 （页面存档备份，存于）
- 《给正义一点时间》，中国民主法制出版社， 2018-6，ISBN 9787516218174 （页面存档备份，存于）
- 《精英的浮沉——中国企业家犯罪报告》，海南出版社， 2016-1，ISBN 9787544362542 （页面存档备份，存于）